# لويس فاسكيز
لويس فاسكيز (بالإسبانية: Luis Vázquez)‏ هو لاعب كرة قدم أرجنتيني، ولد في 14 يناير 2001.